# Nagasakifisch
Der Nagasakifisch (Microcanthus strigatus (Gr.: „mikros“ = klein + „akantha“ = Dorn + Latein: strigatus = gestreift)), in Australien Stripey genannt, ist ein kleiner Meeresfisch, der disjunkt im westlichen und zentralen Pazifik an den Küsten Chinas und Japans, bei Hawaii, Australien (nicht an der Küste Südaustraliens) und Neukaledonien vorkommt.

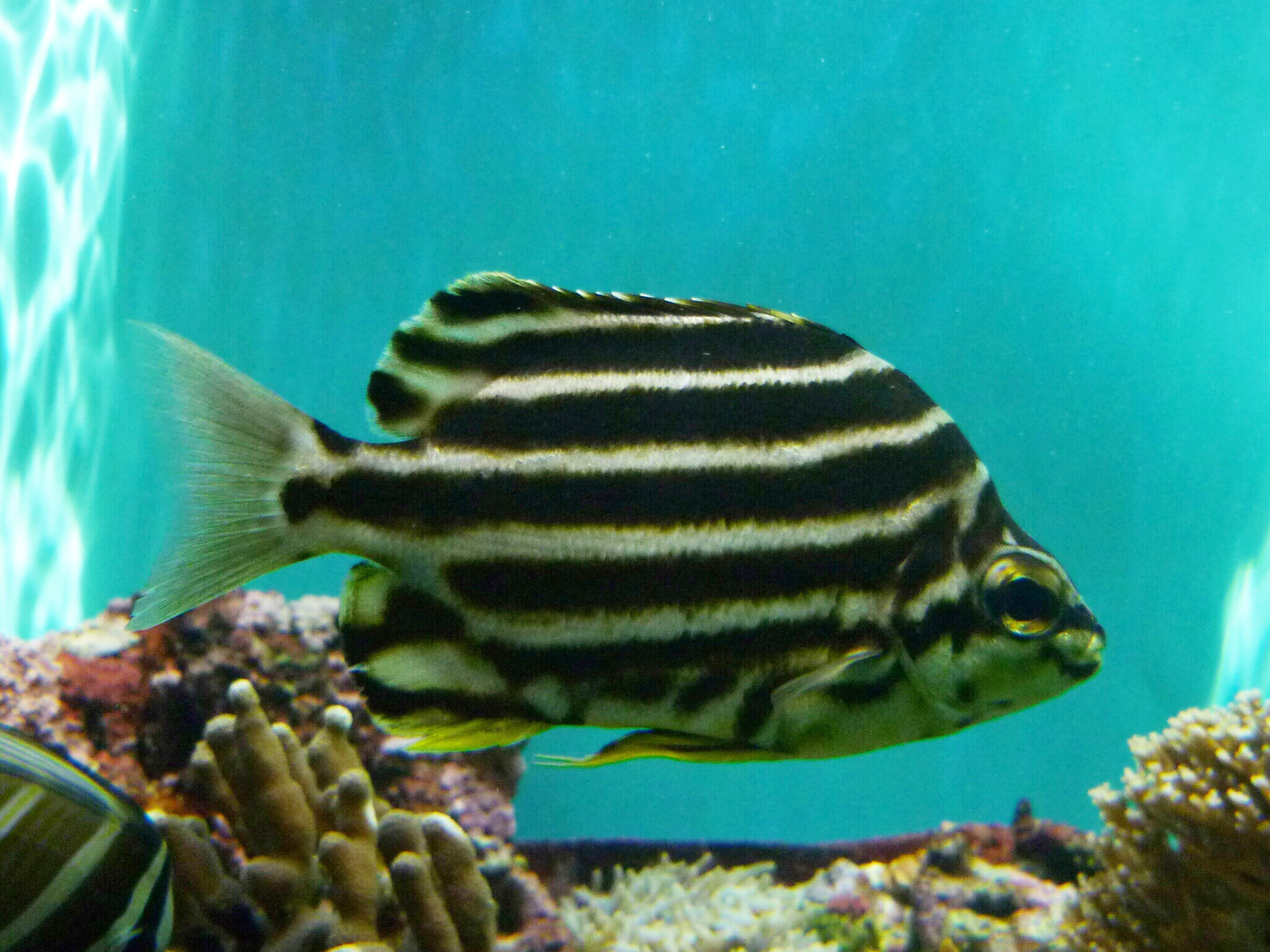
Nagasakifisch (Microcanthus strigatus)

## Merkmale
Die hochrückigen, 16 bis 20 Zentimeter lang werdenden Fische ähneln den weiter südlich lebenden Gelbschwanz-Steuerbarschen (Atypichthys latus). Sie haben eine gelbe, manchmal auch weißlich-gelbe Grundfarbe mit breiten, dunklen Längsstreifen, die über dem Kopf leicht nach oben gebogen sind. Rücken-, After-, Brust- und Bauchflossen sind gelb, die Schwanzflosse gelblich transparent.

## Lebensweise
Der Nagasakifisch lebt in großen Schwärmen an felsigen, algenbewachsenen Riffe und in der Übergangszone zu Korallenriffen in Tiefen von 2 bis 20 Metern und ernährt sich von Zooplankton, anderen kleinen Wirbellosen und Algen.

## Systematik
Die Art wurde 1831 durch den französischen Naturforscher Georges Cuvier als Chaetodon strigatus beschrieben und 1839 durch den englischen Zoologen William Swainson in die monotypische Gattung Microcanthus gestellt. Kuiter trennt die vom östlichen Australien bis Neukaledonien lebenden Nagasakifische als Microcanthus joyceae (Whitley, 1931) und die westaustralische Population als Microcanthus vittatus (Castelnau, 1873) von Microcanthus strigatus ab. Sie unterscheiden sich geringfügig in der Streifenzeichnung von Microcanthus strigatus, letzterer soll auch größer werden als die beiden australischen Populationen.